# Ophryotrocha dimorphica
Ophryotrocha dimorphica är en ringmaskart som beskrevs av Zavarzina och Tsetlin 1986. Ophryotrocha dimorphica ingår i släktet Ophryotrocha och familjen Dorvilleidae. Inga underarter finns listade i Catalogue of Life.